# Since U Been Gone
Since U Been Gone is een single van de Amerikaanse zangeres Kelly Clarkson van haar tweede studioalbum Breakaway, dat in 2004 uitkwam. De single, die geschreven is door Max Martin en Lukasz Gottwald, kwam twee weken voordat het album, waar de single op staat, uit.
De bijhorende videoclip is geregisseerd door Alex de Rakoff en kwam uit in begin november 2004.

## Geschiedenis
Het nummer was eigenlijk geschreven voor de Amerikaanse zangeres Pink, maar zij weigerde het aanbod op het laatste moment.
In Nederland riep Radio 538 de single meteen uit tot Alarmschijf. Na de vierde week zakte de single, maar twee weken daarna bereikte het de vierde plek. Het was Clarkson haar eerste top 5-hit in Nederland. Hierna zakte de single langzaam uit de Top 40. Ook in andere landen deed "Since U Been Gone" het goed. In Australië, Engeland, Ierland en de Verenigde Staten behaalde het nummer een plek binnen de top-5.

## Tracklijst
| Nr. | Titel                              | Duur |
| --- | ---------------------------------- | ---- |
| 1.  | Since U Been Gone (radio edit)     | 3:08 |
| 2.  | Since U Been Gone (AOL liveversie) | 3:16 |

| Nr. | Titel                                  | Duur |
| --- | -------------------------------------- | ---- |
| 1.  | Since U Been Gone (radio edit)         | 3:08 |
| 2.  | Since U Been Gone (AOL liveversie)     | 3:16 |
| 3.  | Miss Independent (AOL liveversie)      | 5:12 |
| 4.  | Since U Been Gone (Enchanced CD video) | 3:10 |

## Hitnotering

### Nederlandse Top 40
| Hitnotering: 18-06-2005 t/m 01-10-2005 | Hitnotering: 18-06-2005 t/m 01-10-2005 | Hitnotering: 18-06-2005 t/m 01-10-2005 | Hitnotering: 18-06-2005 t/m 01-10-2005 | Hitnotering: 18-06-2005 t/m 01-10-2005 | Hitnotering: 18-06-2005 t/m 01-10-2005 | Hitnotering: 18-06-2005 t/m 01-10-2005 | Hitnotering: 18-06-2005 t/m 01-10-2005 | Hitnotering: 18-06-2005 t/m 01-10-2005 | Hitnotering: 18-06-2005 t/m 01-10-2005 | Hitnotering: 18-06-2005 t/m 01-10-2005 | Hitnotering: 18-06-2005 t/m 01-10-2005 | Hitnotering: 18-06-2005 t/m 01-10-2005 | Hitnotering: 18-06-2005 t/m 01-10-2005 | Hitnotering: 18-06-2005 t/m 01-10-2005 | Hitnotering: 18-06-2005 t/m 01-10-2005 | Hitnotering: 18-06-2005 t/m 01-10-2005 | Hitnotering: 18-06-2005 t/m 01-10-2005 |
| Week:                                  | 1                                      | 2                                      | 3                                      | 4                                      | 5                                      | 6                                      | 7                                      | 8                                      | 9                                      | 10                                     | 11                                     | 12                                     | 13                                     | 14                                     | 15                                     | 16                                     |                                        |
| -------------------------------------- | -------------------------------------- | -------------------------------------- | -------------------------------------- | -------------------------------------- | -------------------------------------- | -------------------------------------- | -------------------------------------- | -------------------------------------- | -------------------------------------- | -------------------------------------- | -------------------------------------- | -------------------------------------- | -------------------------------------- | -------------------------------------- | -------------------------------------- | -------------------------------------- | -------------------------------------- |
| Positie:                               | 11                                     | 8                                      | 5                                      | 5                                      | 9                                      | 7                                      | 4                                      | 4                                      | 6                                      | 8                                      | 12                                     | 12                                     | 13                                     | 17                                     | 23                                     | 40                                     | uit                                    |

| Hitnotering: 11-06-2005 t/m 01-10-2005 | Hitnotering: 11-06-2005 t/m 01-10-2005 | Hitnotering: 11-06-2005 t/m 01-10-2005 | Hitnotering: 11-06-2005 t/m 01-10-2005 | Hitnotering: 11-06-2005 t/m 01-10-2005 | Hitnotering: 11-06-2005 t/m 01-10-2005 | Hitnotering: 11-06-2005 t/m 01-10-2005 | Hitnotering: 11-06-2005 t/m 01-10-2005 | Hitnotering: 11-06-2005 t/m 01-10-2005 | Hitnotering: 11-06-2005 t/m 01-10-2005 | Hitnotering: 11-06-2005 t/m 01-10-2005 | Hitnotering: 11-06-2005 t/m 01-10-2005 | Hitnotering: 11-06-2005 t/m 01-10-2005 | Hitnotering: 11-06-2005 t/m 01-10-2005 | Hitnotering: 11-06-2005 t/m 01-10-2005 | Hitnotering: 11-06-2005 t/m 01-10-2005 | Hitnotering: 11-06-2005 t/m 01-10-2005 | Hitnotering: 11-06-2005 t/m 01-10-2005 | Hitnotering: 11-06-2005 t/m 01-10-2005 |
| Week:                                  | 1                                      | 2                                      | 3                                      | 4                                      | 5                                      | 6                                      | 7                                      | 8                                      | 9                                      | 10                                     | 11                                     | 12                                     | 13                                     | 14                                     | 15                                     | 16                                     | 17                                     |                                        |
| -------------------------------------- | -------------------------------------- | -------------------------------------- | -------------------------------------- | -------------------------------------- | -------------------------------------- | -------------------------------------- | -------------------------------------- | -------------------------------------- | -------------------------------------- | -------------------------------------- | -------------------------------------- | -------------------------------------- | -------------------------------------- | -------------------------------------- | -------------------------------------- | -------------------------------------- | -------------------------------------- | -------------------------------------- |
| Positie:                               | 28                                     | 17                                     | 12                                     | 10                                     | 13                                     | 17                                     | 21                                     | 29                                     | 26                                     | 33                                     | 38                                     | 50                                     | 54                                     | 48                                     | 63                                     | 69                                     | 77                                     | uit                                    |